# Pepsini

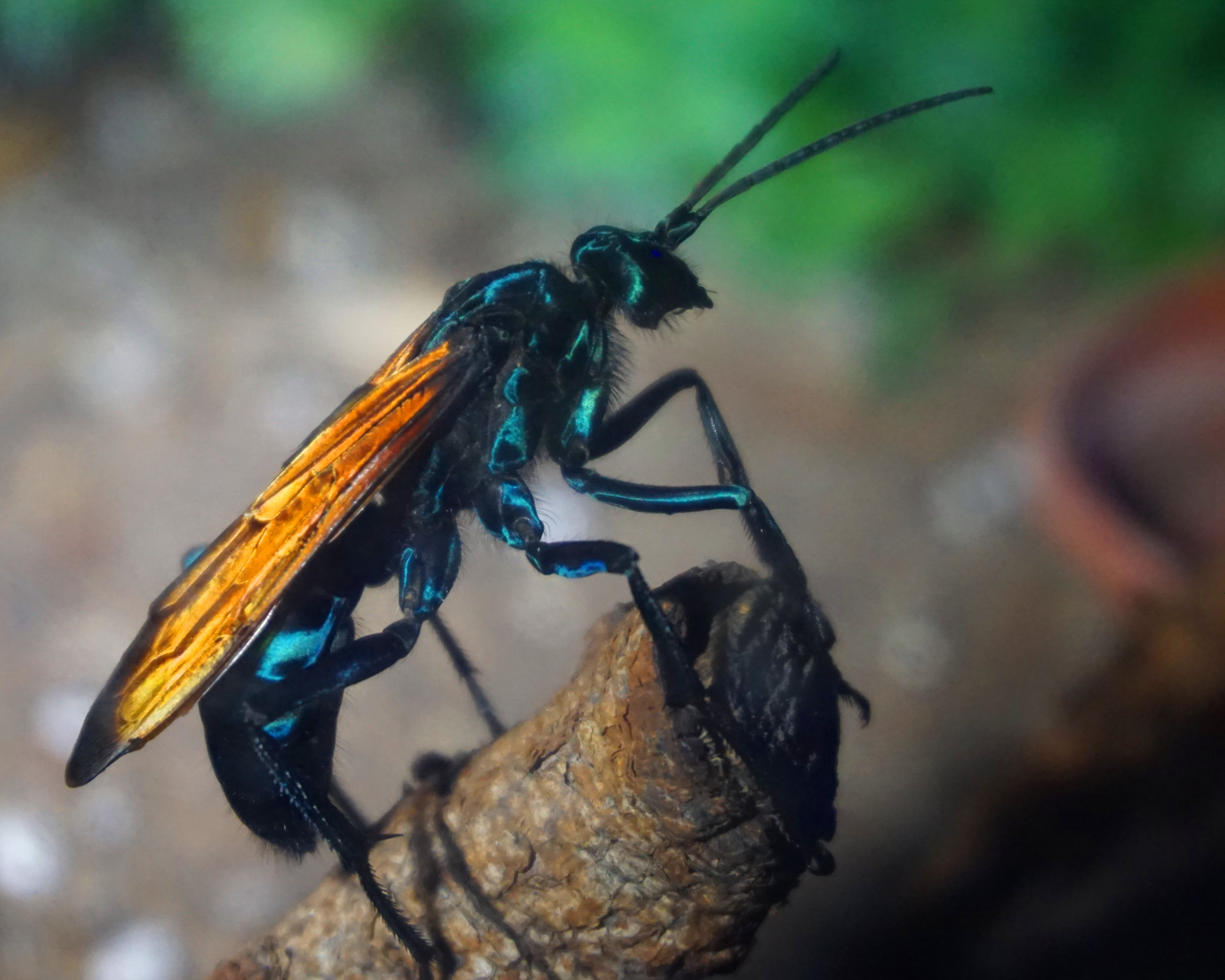

Las avispas caza tarántulas, también conocida como avispas de las arañas, pertenecen a la tribu Pepsini, que forma parte de la familia Pompilidae. Existen 11 géneros y 40 especies de avispas caza tarántulas, entre las que se destacan los géneros Pepsis y Hemipepsis. Estas avispas son parasitoides, es decir, que ponen sus huevos en el cuerpo de las tarántulas, que previamente han paralizado con su veneno, y luego sus larvas se alimentan de ellas hasta matarlas.
La especie más conocida mide hasta cinco centímetros de longitud con un cuerpo negro azulado y alas rojizas y brillantes (otras especies tienen las alas negras con reflejos azules), haciéndola una de las avispas más grandes. La coloración de sus alas advierte a los depredadores potenciales de que son peligrosas (aposematismo). Sus largas patas tienen garras en forma de gancho para agarrar a sus víctimas. El aguijón de la hembra puede medir 7 mm de largo, siendo considerada una de las picaduras más dolorosas del mundo.

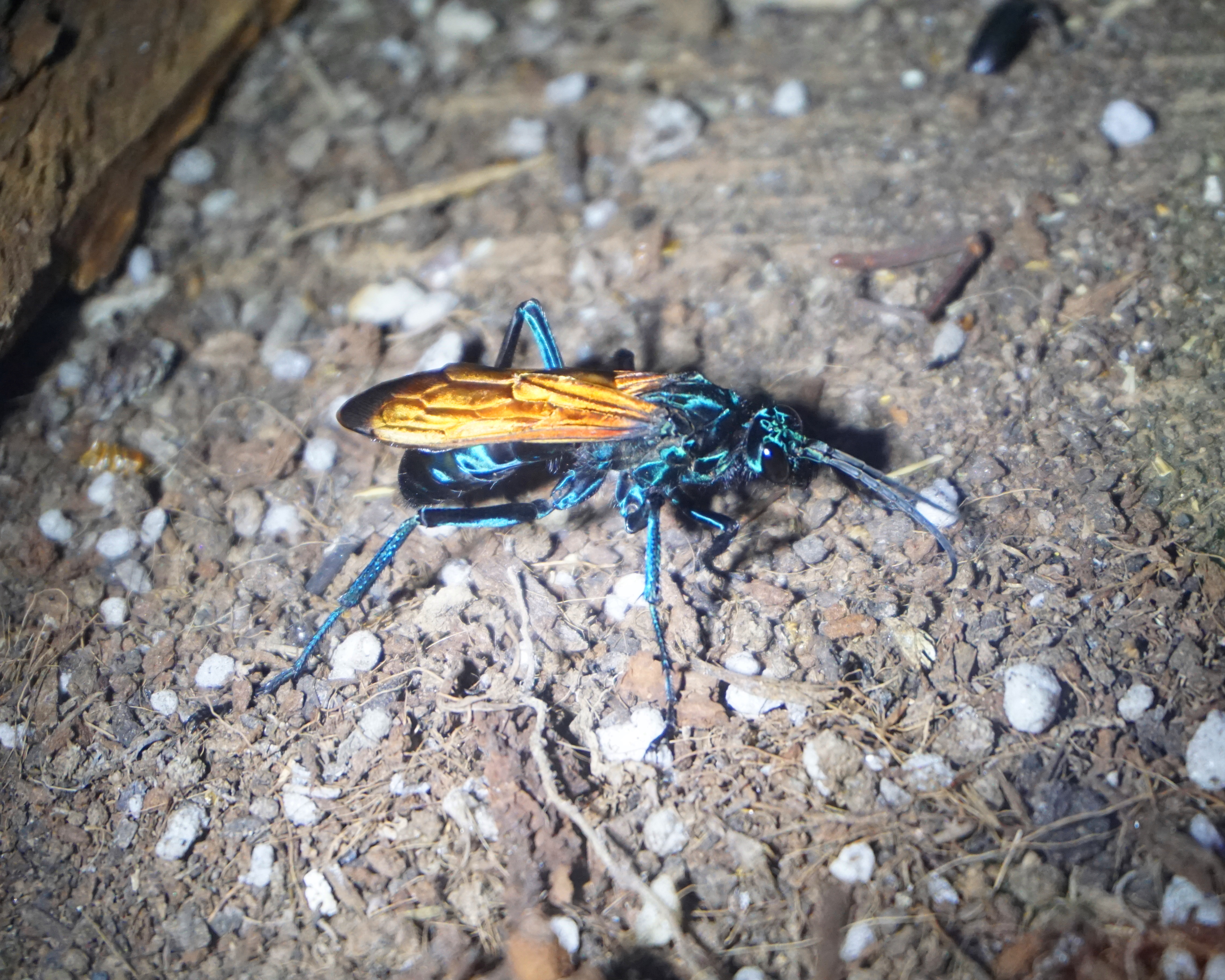

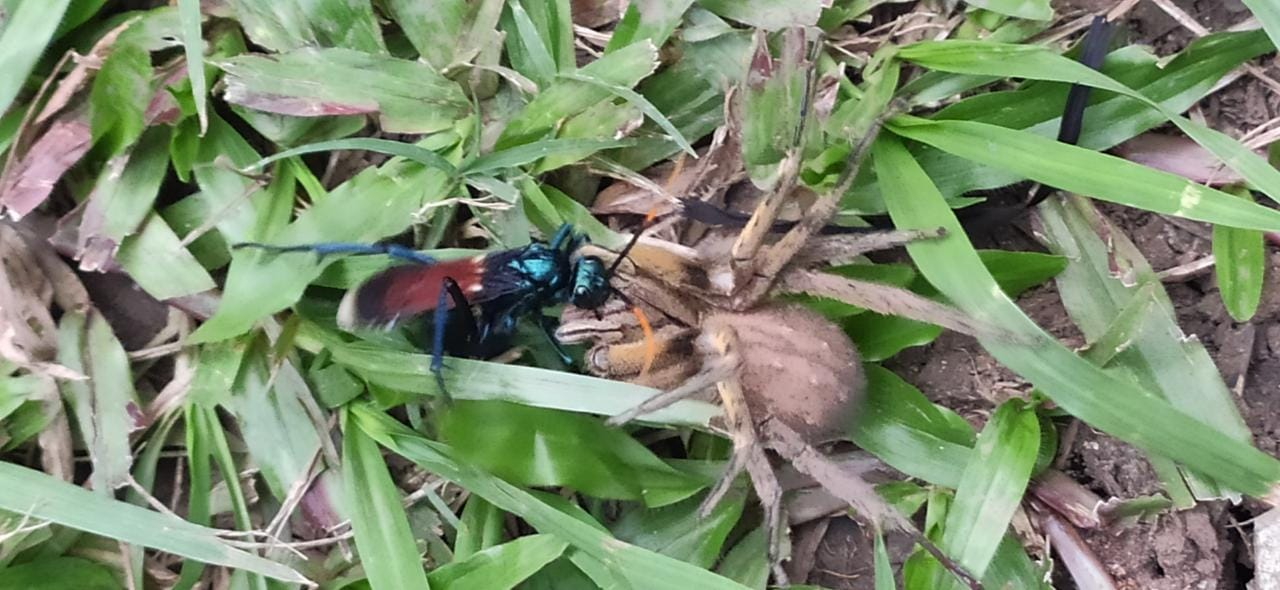
Avispa Pepsini llevando a una araña para enterrarla y poner su huevo.

## Comportamiento
La avispa caza tarántulas hembra captura, pica y paraliza a la araña, entonces arrastra a su presa de vuelta a su madriguera o a un nido especialmente preparado, donde un solo huevo se deposita en el abdomen de la araña, posteriormente bloquea la entrada dejando atrapada a la tarántula. Cuando la larva de la avispa eclosiona, crea un pequeño agujero en el abdomen de la araña, entonces entra en el abdomen de la araña alimentándose vorazmente, evitando órganos vitales tanto tiempo como le sea posible para mantenerla viva. Después de varias semanas, la larva se convierte en pupa. Finalmente, se convierte en un adulto y emerge del abdomen de la araña.
La avispa emerge del nido para continuar con su ciclo de vida. También son nectarívoras. El consumo de fruta fermentada a veces las intoxica hasta el punto que dificulta el vuelo. Mientras las avispas tienden a ser más activas durante el día en los meses estivales, tienden a evitar las altas temperaturas. Las avispas caza tarántulas macho no cazan; de hecho, se alimentan de flores de algodoncillo, de Sapindus o mezquites. La avispa caza tarántulas macho tiene un comportamiento llamado "hill-topping", donde se posa sobre las plantas altas y observa a las hembras que pasan y están listas para reproducirse.

## Distribución
La distribución mundial de avispas caza tarántulas incluye áreas del Sudeste de Asia, África, España, Australia y América. Especies de avispa caza tarántulas se han visto desde Salt Lake City, Utah en los Estados Unidos, hasta Argentina en América del Sur, con al menos 250 especies viviendo en esta última. Muchas especies se encuentran en desiertos del sudoeste de los Estados Unidos, siendo comunes la Pepsis formosa y Pepsis thisbe. Ambas son difíciles de distinguir, pero la mayoría de P. formosa tienen cuerpos azul metálicos y antenas rojizas, que las diferencian de la P. thisbe que tiene alas naranja brillante que se vuelven transparentes conforme se acercan al extremo distal.

## Picadura
La avispa roja caza tarántulas es relativamente dócil y rara vez pica sin provocación. Sin embargo, la picadura, en particular la de la Pepsis formosa, es una de las más dolorosas provocadas por un insecto, aunque el intenso dolor solo dure unos 3 minutos. Un investigador, describiendo su propia experiencia, dijo que era "...un dolor intenso, inmediato que simplemente elimina la capacidad de hacer algo, excepto, quizás, gritar. La disciplina mental simplemente no funciona en esas situaciones." En términos de escala, la picadura de la avispa está cerca del límite del Índice de Dolor de Schmidt, después de la hormiga bala y descrito por Schmidt como "cegador, fiero (y) sorprendentemente eléctrico". Debido a sus extremadamente largos aguijones, pocos animales se la pueden comer; uno de esos pocos es el correcaminos y la rana toro. Como muchos depredadores evitan estas avispas, hay muchos insectos diferentes que las imitan, entre otros avispas y abejas (Mimetismo mülleriano), así como polillas, moscas y escarabajos (Mimetismo batesiano).

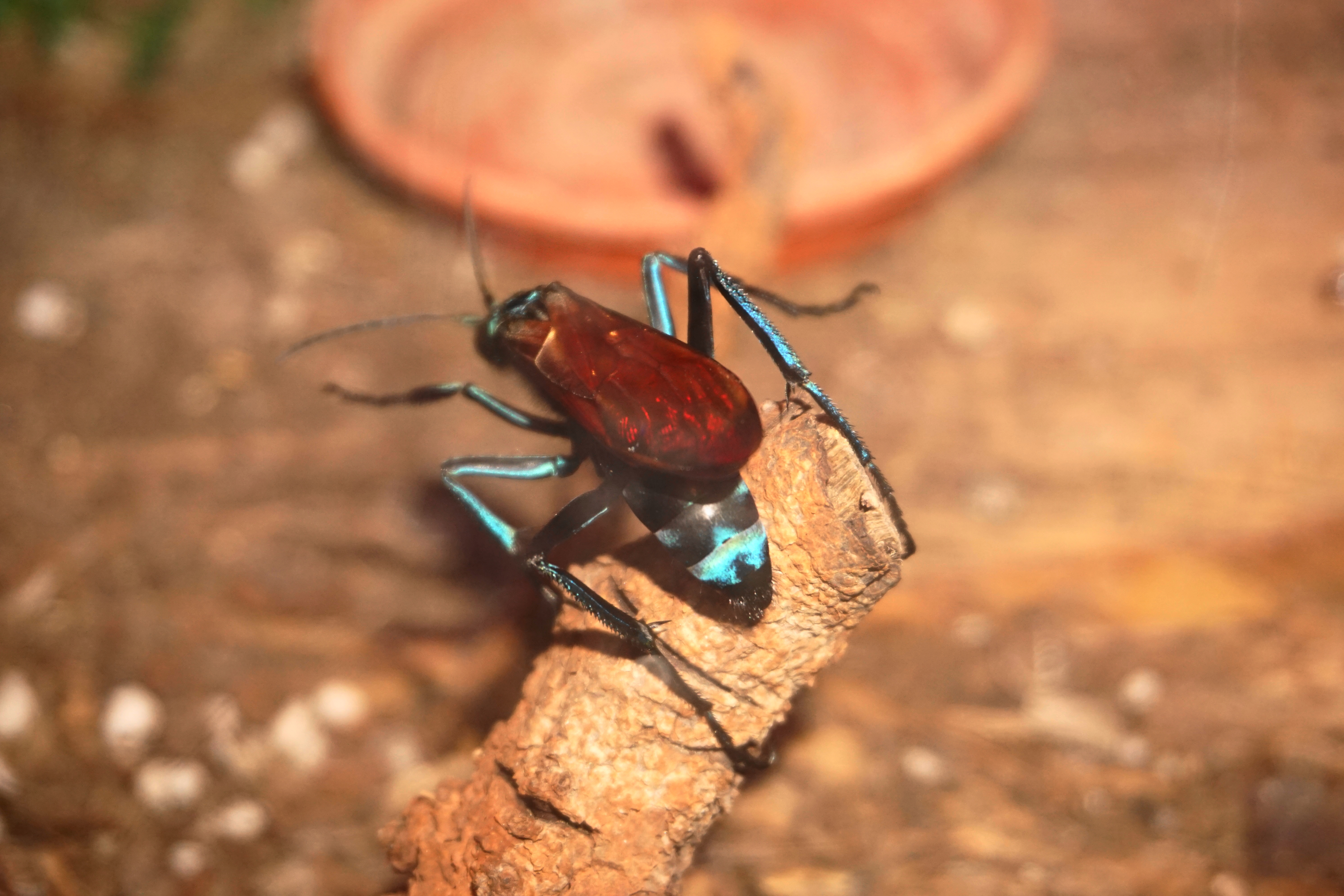
Pigmentación.

## Géneros
Hay 11 géneros en la tribu Pepsini:
- Caliadurgus Pate, 1946 c g b
- Calopompilus Ashmead, 1900 c g b
- Cryptocheilus Panzer, 1806 c g b
- Dipogon Fox, 1897 c g b
- Entypus Dahlbom, 1843 c g b
- Epipompilus Kohl, 1884 c g b
- Hemipepsis Dahlbom, 1844 c g b (tarantula hawks)
- Minagenia Banks, 1934 c g b
- Pepsis Fabricius, 1805 c g b (tarantula hawks)
- Priocnemis Schiodte, 1837 g b
- Priocnessus Banks, 1925 c g b

Fuentes: i = ITIS, c = Catalogue of Life, g = GBIF, b = Bugguide.net